# 니코틴아마이드
니코틴아마이드(영어: nicotinamide) 또는 니코틴아미드는 비타민 B 복합체의 일종으로 식물에서는 니코틴산과 공존하여 광범위하게 분포하고 있으며, 동물의 생체 내에서 산화환원 조효소인 NAD+ 또는 NADP+의 성분으로 존재한다. 좁은 의미에서 니아신으로도 언급된다.
니아신아마이드로도 알려진 니코틴아마이드는 식품에서 발견되며 식이 보충제 및 약물로 사용되는 비타민 B3의 한 형태이다. 보충제로, 펠라그라(pellagra ,니아신 결핍 niacin deficiency)를 예방하고 치료하기 위해 경구복용으로도 사용된다. 니코틴산(니아신)이 이러한 목적으로 사용될 수 있지만, 니코틴아마이드는 피부 홍조를 유발하지 않는 이점이 있다. 크림은 여드름 치료에 사용된다.

## 같이 보기
- 플라빈 아데닌 다이뉴클레오타이드 (FAD)
- 뉴클레오타이드